# Гідрокінетика
Гідрокінетика (рос. гидрокинетика; англ. kinetics of liquids; нім. Hydrokinetik f) – розділ гідродинаміки, що вивчає рух рідини з урахуванням сил, які діють на рідину.